# Santiago Tuxtla
Santiago Tuxtla es una localidad del estado mexicano de Veracruz. Es cabecera del municipio de Santiago Tuxtla.
Fundación Mestiza en 1525.
En 1529 Tuztla es una de las Villas del Marquesado del Valle de Oaxaca. 

## Demografía
| Censo | Población |
| ----- | --------- |
| 1900  | 5 938     |
| 1910  | 6 314     |
| 1921  | 5 494     |
| 1930  | 5 078     |
| 1940  | 5 392     |
| 1950  | 9 305     |
| 1960  | 7 599     |
| 1970  | 9 426     |
| 1980  | 14 153    |
| 1990  | 14 163    |
| 1995  | 15 500    |
| 2000  | 15 348    |
| 2005  | 15 225    |
| 2010  | 15 459    |
| 2020  | 15 733    |